# Triệu Tổ Tĩnh Hoàng hậu
Triệu Tổ Tĩnh Hoàng hậu (chữ Hán: 肇祖静皇后, ?- Tháng Giêng năm ?), họ Nguyễn, hay còn gọi Từ Tín Hoàng hậu (慈信皇后), Hoằng Nhân Hoàng hậu (弘人皇后) hay Nguyễn Đức phi (阮(德妃) là chính thất của Tĩnh vương Nguyễn Kim. Bà là thân mẫu của Chúa Tiên Nguyễn Hoàng, tổ mẫu của các chúa Nguyễn ở Đàng Trong.

## Cuộc đời
Hoàng hậu húy là Mai (梅), xuất thân cao quý. Theo Đại Nam liệt truyện, bà có tiên tổ là người huyện Tứ Kỳ, tỉnh Hải Dương, sau rời đến ở Tống Sơn, tỉnh Thanh Hóa. Bà là con gái của Đặc tiến Phụ quốc Thượng tướng quân Thự vệ sự Nguyễn Minh Biện (năm Minh Mạng thứ 4) (1823) truy phong làm Hựu chính phù bình trung đẳng thần. Có anh trai là Nguyễn Ư Tỵ cũng làm quan nhà Lê đến Thái phó Uy quốc công. Bà lấy Triệu Tổ Hoàng đế Nguyễn Kim, khi đó còn là An Thanh hầu (安青侯), sau trở thành Hầu phu nhân.
Ngày 28 tháng 8, 1525, Nguyễn thị hạ sinh được một con trai là  Nguyễn Hoàng, tức Thế Tổ Hoàng đế sau này. Mùa xuân tháng Giêng (không rõ năm), bà quy tiên. Đời truyền là táng chung vào lăng Trường Nguyên ở núi Thiên Tôn, tỉnh Thanh Hóa, phối thờ với Triệu Tổ ở Triệu Miếu trong Hoàng thành.
Năm Giáp Tý (1744), Thế Tông đế xưng Vương, năm thứ 6 truy tôn An Thanh hầu phu nhân Nguyễn thị làm Phi, lấy chữ [Đức; 德], dâng tôn thụy là Từ Tín Chiêu Ý Đức phi (慈信昭懿德妃). Sau lại thêm hai chữ Hoằng Nhân (弘人).
Tháng 6 năm Bính Dần (1806), Gia Long đế làm đại lễ truy tôn. Đức phi Nguyễn thị chính thức được truy tặng làm Hoàng hậu, thụy hiệu đầy đủ là Từ Tín Chiêu Ý Hoằng Nhân Thục Đức Tĩnh Hoàng hậu (慈信昭懿弘人淑德静皇后), chiếu theo miếu hiệu của Triệu Tổ đế là Tĩnh Hoàng đế. Cùng dịp này, Ý phi Nguyễn thị, chính thất của Chúa Tiên Nguyễn Hoàng, cũng được tôn phong làm Từ Lương Quang Thục Minh Đức Ý Cung Gia Dụ Hoàng Hậu (慈良光淑明德懿恭嘉裕皇后). Tống Phúc thị, Nguyên phi của Gia Long đế, cũng cùng lúc được sắc lập Hoàng hậu, làm chủ lục cung.
Sách tôn rằng:
| “                                           | ... Khôn nguyên to sáng, đều sánh với đức liền. Hậu đức thuần toan cho nên hay giúp chúa; biểu hiện tôn sùng cử hành mọi lễ. Kính nghĩ, Từ Tín Chiêu Ý Hoằng Nhân Nguyễn Đức phi điện hạ đức kính êm đềm, tiếng tốt vang dậy. Con cháu đông như chung tư đàn đầy nhà cửa. Siêng năng dậy từ gà gáy, chăm sóc gia đình. Cho nên, nay nhờ phước to; càng thêm sáng rộng. Nết tốt công cao, biểu dương sao dám để chậm. Vậy kính làm sách vàng, dâng tôn hiệu là Từ Tín Chiêu Ý Hoằng Nhân Thục Đức Tĩnh Hoàng Hậu, đem thờ chung vào Triệu Miếu. Khâm tai... | ” |
| — Sách tôn Đức phi Nguyễn thị làm Hoàng hậu | |   |